# شهرستان آکو، هیوگو

بخش آکو با رنگ نارنجی مشخص شده است.

بخش آکو، هیوگو (به ژاپنی: 赤穂郡 Akō-gun) یک بخش است که در استان هیوگو در ژاپن واقع شده است.